# Сумрак (ТВ филм)
„Сумрак” је југословенски ТВ филм из 1963. године. Режирао га је Звонимир Бајсић а сценарио је написан по делу Исаака Бабела.

## Улоге
| Глумац            | Улога |
| ----------------- | ----- |
| Виктор Бек        |       |
| Ивка Дабетић      |       |
| Ана Херцигоња     |       |
| Емил Кутијаро     |       |
| Борис Михољевић   |       |
| Вика Подгорска    |       |
| Фабијан Шоваговић |       |
| Владо Стефанчић   |       |
| Невенка Стипанчић |       |
| Иван Шубић        |       |
| Крешимир Зидарић  |       |